# Stelmužė
Stelmužė è un piccolo centro abitato del distretto di Zarasai della contea di Utena, nel nord-est della Lituania. Secondo il censimento del 2011, la popolazione ammonta a 47 abitanti. Esiste una cappella in legno costruita nel 1650 senza seghe o chiodi di ferro; si tratta del più antico edificio religioso in legno sopravvissuto della Lituania. Stelmužė è inoltre conosciuta per la Torre degli Schiavi (in lituano: Vergų bokštas), un edificio rettangolare costruito in pietra e mattoni nel XVIII secolo, adibito a imprigionare i servi.

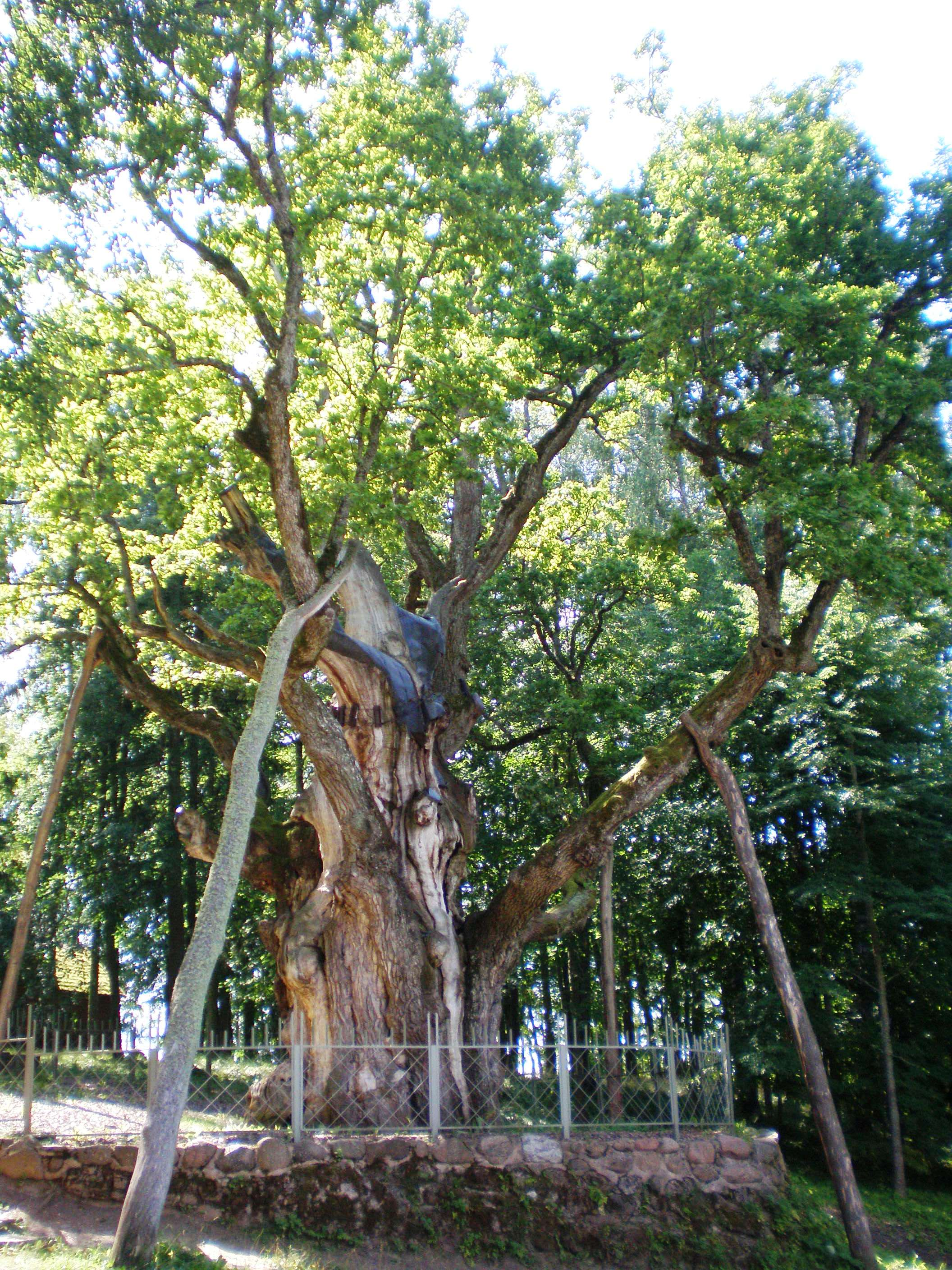
Quercia di Stelmužė

Il villaggio è famoso soprattutto per la quercia locale, la più antica della Lituania e una delle più antiche d'Europa. L'albero ha circa millecinquecento anni.

## Folklore
Esistono alcune leggende che narrano di tesori nascosti sotto le fondamenta di Stelmužė. Secondo parte di esse, sarebbe possibile entrare nella quercia cava e da lì discendere negli inferi. Vi è una storia volta a spiegare l'assenza della parte superiore della quercia dello Stelmužė: i servi della gleba recisero la cima dell'albero e bloccarono la strada in modo che il feudatario insolente non potesse passare.